# Matteo Bruni
Matteo Bruni (Winchester, 23 de novembro de 1976) é um profissional de mídia ítalo-britânico que atua como diretor da Sala de Imprensa da Santa Sé da Cúria Romana. Foi nomeado em 18 de julho de 2019 pelo Papa Francisco, sucedendo a Greg Burke.  Ele é o primeiro não jornalista a ocupar o cargo.

## Biografia
Matteo Bruni, nascido em 1976 em Winchester, Inglaterra,  é formado em línguas e literatura estrangeiras pela Universidade La Sapienza, em Roma. Ingressou na Assessoria de Imprensa em 2009 para gerenciar credenciamentos de jornalistas. Desde 2013 é responsável pelas comunicações durante as viagens papais, antes de ser nomeado Diretor da Sala de Imprensa da Santa Sé em 2019 pelo Papa Francisco. 
Ele fala inglês, italiano, francês e espanhol. É membro da Comunidade de Sant'Egidio, associação de leigos católicos comprometidos com o serviço social, desde a adolescência.  Ele é casado e tem uma filha. 
Ele foi o responsável por anunciar oficialmente a morte do Papa Bento XVI em 31 de dezembro de 2022.